# Soluție tampon
Soluțiile tampon (denumite și sisteme tampon sau mai simplu tampon chimic) sunt soluții cu mai multe componente ce prezintă proprietatea de a-și menține constantă valoarea pH-ului atunci când se adaugă volume limitate baze sau acizi. Se poate spune deci că prezintă efect de tampon. Exercitarea efectului tampon rezultă din faptul că în soluție există specii cu caracter antagonist ce nu reacționează între ele, aceste specii făcând parte din cupluri simplu conjugate acid-bază. Astfel de cupluri sunt reprezentate de: 
- un acid slab și baza sa corespondentă (HA/A-), de exemplu CH3COOH/CH3COO-(acid acetic/acetat), CO2/HCO3-(dioxid de carbon/ bicarbonat), H3PO4/H2PO4-(acid fosforic/fosfat diacid).
- o bază slabă și acidul său corespondent (B/BH+), de exemplu NH3/NH4+(amoniac/amoniu).

În chimie analitică este utilizat adesea tamponul amoniacal, o soluție tampon compusă din hidroxid de amoniu și clorură de amoniu.

## Obținere
Soluțiile tampon se obțin prin amestecarea soluției unui acid slab cu cea a sării sale, respectiv prin amestecarea soluției unei baze cu cea a sării sale. Se mai pot obține prin amestecarea soluției unui acid slab cu sarea unui alt acid slab (acid slab molecular-bază anionică) sau o bază slabă și o sare (bază slabă moleculară - acid cationic), cu condiția să nu interacționeze, de exemplu acid boric/hidrogenftalat de potasiu.